# Jonathan Tabu
Beye Jonathan Tabu Eboma (Kinshasa, 7 oktober 1985) is een Belgisch-Congolees voormalig basketballer. 

## Carrière
Tabu speelde zes seizoenen voor Spirou Charleroi in de Belgische competitie, waarmee hij in 2008, 2009 en 2010 driemaal op rij kampioen werd. In 2010 trok Tabu naar Cantù, dat hem een jaar later uitleende aan Guerino Vanoli Basket. In 2013 tekende hij bij Basket Zaragoza. In 2014 werd hij getransfereerd naar Alba Berlin. In 2015 speelde Tabu bij Olimpia Milano en Baloncesto Fuenlabrada. Tussen 2016 en 2018 speelde hij twee seizoenen bij Bilbao Basket. 
Tabu speelde in het seizoen 2018/19 voor Le Mans Sarthe. In het seizoen 2019/20 voor ESSM Le Portel en in het seizoen 2020/21 voor het Spaanse Bàsquet Manresa. In 2021 ging hij als medische joker spelen bij Châlons-Reims toen landgenoot Jean Salumu uitviel met een knieblessure. In 2022 keerde hij na twaalf jaar terug naar de Belgische competitie waar hij bij Limburg United de geblesseerde Casey Benson moet vervangen. Voor het seizoen 2022/23 ging hij aan de slag bij Brussels Basketball. In november verliet hij Brussels al voor de Italiaanse tweedeklasser Guerino Vanoli Basket. Na het seizoen stopte hij als profbasketballer en ging aan de slag als makelaar.
In 2015 nam Tabu met de Belgische nationale ploeg deel aan de EuroBasket. Hij is sinds augustus 2022 recordinternational voor de Belgische nationale ploeg. Na de mislukte kwalificatie in 2023 voor het wereldkampioenschap besloot hij te stoppen als internationaal op 37-jarige leeftijd en 149 interlands.

## Palmares

### Club
Spirou Charleroi
- 2008,2009,2010: Kampioen van België
- 2009, 2022: Beker van België

Vanoli Cremona
- 2012: Supercup van Italië